# La caída en el tiempo
La caída en el tiempo es el quinto libro de Cioran, publicado en 1966 por la editorial Gallimard, su título original es: La chute dans le temps, la traducción española es de Esther Seligson.
Filósofo de conciencias, según Esther Seligson, explora temas como la historia, el hombre, la civilización, la religión, la nostalgia por la inocencia primera, la herejía, la duda, el tedio, la muerte, la vida, Dios, el demonio, el poder, el tiempo. Y lo hace dudando: dudar de cualquier sistema o doctrina, de cualquier certeza adquirida aunque sea a través de la duda misma, para no caer en los espejismos de las apariencias.

## Temas
- El árbol de la vida: El paraíso terrenal: ¿qué pasó?: el conocimiento. Precipitados en el tiempo a causa del saber, fuimos inmediatamente dotados de un destino, pues sólo fuera del paraíso hay destino.
- Retrato del hombre civilizado
- El escéptico y el bárbaro: después de todo, seguramente hay algo real en este mundo. John Keats
- ¿Es escéptico el demonio?
- Deseo y horror de la gloria: ...no es sino mediante la denegación de nuestros actos y el asco de nosotros mismos como podemos reivindicarnos
- Sobre la enfermedad: Todo lo que de una u otra manera  nos afecta es virtualmente sufrimiento. ¿aceptaremos la superioridad del mineral sobre la del ser vivo?
- El más antiguo de los miedos: La naturaleza se ha mostrado generosa sólo con aquellos a los que ha otorgado el privilegio de no pensar en la muerte
- Los peligros de la sensatez: Nuestra fuerza se mide por el número de creencias de las que hemos abjurado; así cada uno de nosotros debería concluir su carrera como desertor de todas las causas
- Caer del tiempo: El espectáculo de la caída es más impresionante que el de la muerte: todos los seres mueren, sólo el hombre está llamado a caer.